# Abaszewo (obwód samarski)
Abaszewo (ros. Абашево) – wieś (sieło) w Rosji, w obwodzie samarskim, w rejonie chworostiańskim. W 2010 liczyła 633 mieszkańców.